# Нартовский район
На́ртовский райо́н (до 1944 года — Ачалу́кский райо́н) — административно-территориальная единица в составе Чечено-Ингушской АО, Чечено-Ингушской и Северо-Осетинской АССР, существовавшая в 1935—1956 годах. Административный центр до 1944 года — село Средние Ачалуки, после — село Нартовское.

## Население
По данным переписи 1939 года в Ачалукском районе проживало 11 111 человек, в том числе ингуши — 90,8 %, русские — 5,2 %, чеченцы — 1,5 %.

## История
Ачалукский район был образован 23 января 1935 года в составе Чечено-Ингушской АО (с 1936 года — АССР).
По данным 1940 года район включал 5 сельсоветов: Верхне-Ачалукский, Далаковский, Кантышевский, Нижне-Ачалукский и Средне-Ачалукский.
7 марта 1944 года в результате ликвидации Чечено-Ингушской АССР Ачалукский район был передан в состав Северо-Осетинской АССР и 29 апреля того же года переименован в Нартовский район. Центром района стало село Нартовское (бывшее Кантышево).
24 мая 1956 года Нартовский район был упразднён, а его территория разделена между Коста-Хетагуровским районом и Малгобекским горстоветом.

## СМИ
В районе в 1941—1942 годах на ингушском языке издавалась газета «Ачалкхен колхозхо» (Ачалукский колхозник').